# Rodolphe VII de Bade
Rodolphe VII est margrave de Bade de 1372 à sa mort, en 1391.

## Biographie
Rodolphe VII est le fils du margrave Rodolphe VI de Bade et de son épouse Mathilde de Sponheim. À la mort de son père, il devient margrave conjointement avec son frère Bernard Ier. Les deux frères se partagent leur domaine en 1380 : Rodolphe obtient la région d'Ettlingen et Rastatt et Bernard celle de Pforzheim et Durlach.
Rodolphe meurt en 1391 sans laisser d'enfants. C'est donc son frère qui lui succède, réunifiant les terres partagées onze ans plus tôt.